# ディック・バトン
リチャード・トットン・"ディック"・バトン（Richard Totten "Dick" Button、1929年7月18日 - 2025年1月30日）は、アメリカ合衆国・ニュージャージー州イングルウッド出身の男性、元フィギュアスケート選手で、現スケート解説者。
1948年サンモリッツオリンピック、1952年オスロオリンピック男子シングル金メダリスト。1948年より世界フィギュアスケート選手権で5度の優勝。引退後は解説者を務める。
オリンピックおよび世界選手権には本名のリチャード・バトン（Richard Button）として選手登録していた。

## 経歴
- 1946年より1952年まで全米フィギュアスケート選手権7連覇。
- 1947年、1949年、1951年と北米選手権3連覇。
- 1948年サンモリッツオリンピックで金メダルを獲得。この時、バトンはまだ18歳202日でフィギュアスケート男子シングル史上最年少の金メダリストでもあった[1]。
- 1948年ヨーロッパフィギュアスケート選手権で優勝を果たした。当時のヨーロッパフィギュアスケート選手権はヨーロッパ以外の国の選手も参加が許されていたが、女子シングルでもカナダのバーバラ・アン・スコットが優勝したため、これ以後ヨーロッパ以外の選手の参加は許されなくなった。
- 1948年から1952年まで世界フィギュアスケート選手権で5連覇を達成する。
- 1952年オスロオリンピックで2大会連続の金メダルを獲得し、2連覇を達成した。
- 1952年ハーバード大学卒業。
- 1956年ハーバード大学ロースクールを修了し、法学士(LL.B.)の学位を取得。
- 1976年世界フィギュアスケート殿堂入りを果たす。
- 2025年1月30日、ニューヨーク市内で死去。95歳没[2]。

## 主な戦績
| 大会/年      | 1945-46 | 1946-47 | 1947-48 | 1948-49 | 1949-50 | 1950-51 | 1951-52 |
| ------------ | ------- | ------- | ------- | ------- | ------- | ------- | ------- |
| オリンピック |         |         | 1       |         |         |         | 1       |
| 世界選手権   |         | 2       | 1       | 1       | 1       | 1       | 1       |
| 欧州選手権   |         |         | 1       |         |         |         |         |
| 北米選手権   |         | 1       |         | 1       |         | 1       |         |
| 全米選手権   | 1       | 1       | 1       | 1       | 1       | 1       | 1       |